# Ivica Dačić
Ivica Dačić (serbisk kyrilliska: Ивица Дачић), född 1 januari 1966 i Prizren, SFR Jugoslavien, är en serbisk politiker som sedan 18 januari 2003 är partiledare för Serbiens socialistiska parti.
Från 24 oktober 2000 till 25 januari 2001 var han informationsminister, tillsammans med Bogoljub Pejčić och Biserka Matić-Spasojević. Han var förste vice premiärminister från 7 juli 2008 till 27 juli 2012 och Serbiens premiärminister från 27 juli 2012 till 27 april 2014. Under hela denna tid, 2008 till 2014, var han också inrikesminister. Från 27 april 2014 är han Serbiens utrikesminister och förste vice premiärminister.
Han deltog i presidentvalet i Serbien 2004 och hamnade på femte plats med 112 405 röster.